# Fisterra (Comarca)
Die Comarca Fisterra (spanisch Finisterre) ist eine Verwaltungseinheit Galiciens. Die Fläche von 339,78 km² entspricht 1,14 % der Fläche Galiciens.

## Gemeinden
| Gemeinde         | Einwohner (2024) | Fläche km² | Dichte Einw./km² | Cod INE | Postleitzahl |
| ---------------- | ---------------- | ---------- | ---------------- | ------- | ------------ |
| Cee              | 7.740            | 57,45      | 135              | 15023   | 15270        |
| Corcubión        | 1.678            | 6,52       | 257              | 15028   | 15130        |
| Dumbría          | 2.776            | 125,19     | 22               | 15034   | 15151        |
| Fisterra         | 4.704            | 29,43      | 160              | 15037   | 15155        |
| Muxía            | 4.380            | 121,19     | 36               | 15052   | 15124–15126  |
| Comarca Fisterra | 21.278           | 339,78     | 63               | –       | –            |